# Jornada del Muerto

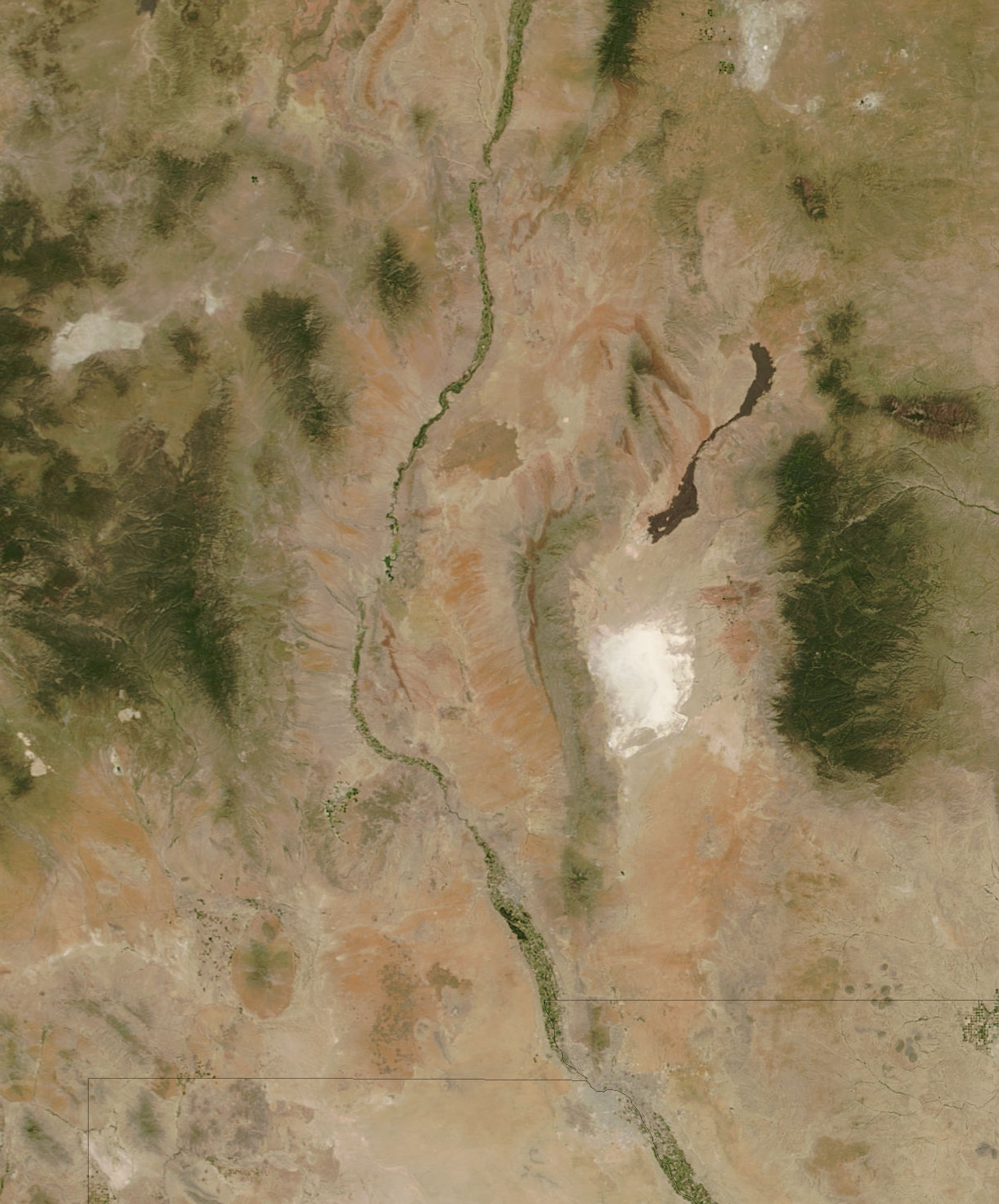
Die Jornada del Muerto verläuft im Zentrum des Bildes als Abkürzung der Flussschleife

Die Jornada del Muerto (Wegstrecke des Toten) ist die Bezeichnung der frühesten spanischen Konquistadoren und Siedler für einen Abschnitt des El Camino Real de Tierra Adentro, der historischen Königsstraße von Mexiko-Stadt nach Norden bis Santa Fe im heute amerikanischen New Mexico. Diese führte die Siedler entlang des Rio Grande (früher Rio Bravo) durch die unwirtlichen Wüsten- und Gebirgsgegenden des von ihnen als „El Fronterizo“ bezeichneten heutigen Südens der USA. Als Jornada del Muerto wird dabei der längste von mehreren Abschnitten der Strecke bezeichnet, auf denen die Route vom Rio Grande abwich und weitgehend wasserlos war. Er liegt in New Mexico und zweigt etwas nördlich von Las Cruces von einer Flussschleife ab, die wegen schroffen Klippen und Treibsand im Uferbereich mit den damaligen Planwagen oder Tragtier-Karawanen nicht zu passieren waren oder zumindest die Reise erheblich verlängert hätte, und verläuft knapp 150 km gerade nach Norden. Zwischen Truth or Consequences und Socorro trifft er wieder auf den Fluss. Er wurde in mehreren Tagen durchfahren, wobei die Reisenden in aller Regel an mehreren etablierten, als parajes bezeichneten Rastplätzen, Halt machten, und war ohne zuverlässige Wasserquelle.
Als Jornada del Muerto wird auch das abflusslose Tal bezeichnet, in dem der Wegabschnitt verläuft. Es ist einer der vielen Graben in Nord-Süd-Richtung der Basin-and-Range-Region. Das Tal liegt zwischen den Hügelketten am Rio Grande, darunter die Fra Cristobal Mountains, im Westen und den San Andres Mountains im Osten. Im Norden wird es begrenzt durch die Brushy Mountains und die Sierra Larga, die die südlichsten Ausläufer der Manzano Mountains darstellen. Im Süden treten Fluss und Bergkette nahe der Grenze zwischen New Mexico, Texas und Mexiko zusammen, was das eigentliche Jornada del Muerto-Tal begrenzt. Das abflusslose Becken setzt sich aber nach Texas fort.

## Wegbeschreibung

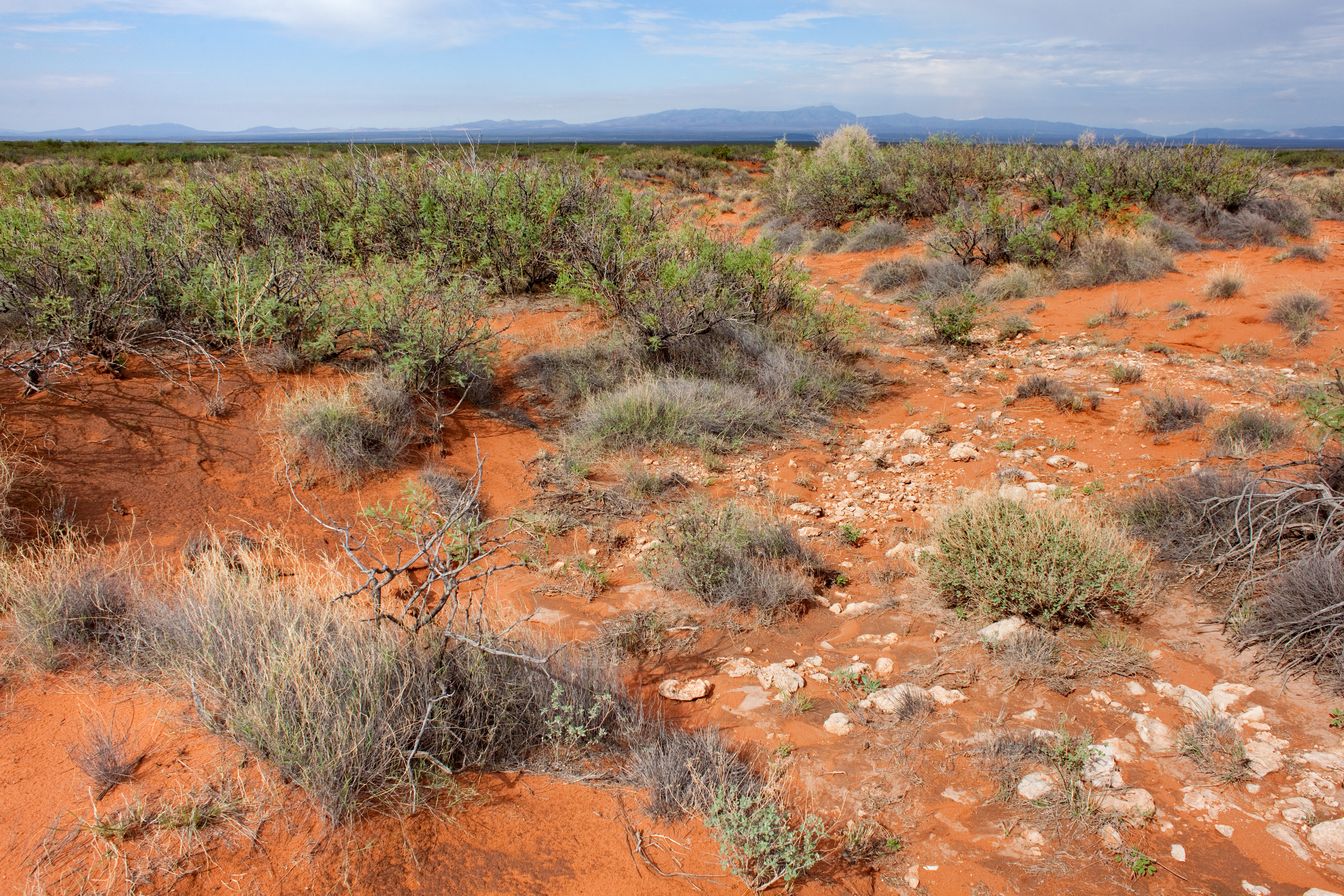
Mesquite- und Kreosote-Vegetation im Tal der Journada

Die Wagenzüge oder Tragtier-Karawanen reisten normalerweise von El Paso auf dem westlichen Flussufer nach Norden. Kurz hinter dem heutigen Las Cruces steigen dort die kleinen Robledo Mountains auf, hier überquerten die ersten den Fluss auf das nordöstliche Ufer. Andere zogen noch weiter, bevor sie den Fluss erst einige Meilen weiter beim späteren Fort Selden überschritten, sie umgingen so die auf dem anderen Ufer liegenden Doña Ana Mountains im Westen. In beiden Fällen lag unmittelbar am Fluss ein paraje, Mensch und Tiere nutzten die Gelegenheit, sich zu erholen und das letzte Mal reichlich Wasser zur Verfügung zu haben. Von hier führte der Weg nahezu gerade nach Norden, über mehrere Tage durch eine Halbwüste ohne sichere Trinkwasserquellen. Alle Wegvarianten trafen wieder zusammen an dem schmalen Raum zwischen den Fra Christobal Mountains im Westen, die den direkten Zugang zum Fluss verhinderten und einem als Malpais (spanisch für unkultivierbares Land) bezeichneten Lavafeld, das kaum passierbar war. Am Nordende der Fra-Christobal-Berge stießen sie wieder auf den Fluss, wo der Paraje Fra Cristobal angelegt war. Heute ist der Rio Grande hier zum Elephant Butte Reservoir aufgestaut. Weiter südlich liegen Elephant Butte und Truth and Consequences. Von hier verlief der Weg am Ufer entlang, auf der anderen Flussseite lag später Fort Craig. Südlich des heutigen Socorro liegt der markante Felsblock Mesa de Contadero oder Black Mesa und nördlich davon weitet sich der Fluss zu einem flachen Sumpfland mit Nebenarmen auf, das heute als Bosque del Apache National Wildlife Refuge als Nationales Wildschutzgebiet insbesondere für Wasservögel ausgewiesen ist. Hier endete der wasserarme Abschnitt der Reise und der Felsblock markiert zugleich die Stelle ab der eine typische Reise nur noch drei weitere Wochen bis nach Santa Fe brauchte.

## Geschichte
Nach der Jornada del Muerto sind die Jornada-Mogollon-Indianer benannt, eine Gruppe der präkolumbischen Mogollon-Kultur. Die bedeutendsten Siedlungen der Jornada-Mogollon wurden entlang der Jornada del Muerto ausgegraben. Die beiden größten sind das Cottonwood Spring-Pueblo und das Madera Quemada-Pueblo.
Der erste Weiße im Gebiet war Juan de Oñate, ein Konquistador, der 1598 im Auftrag König Philipp II. von Spanien den Rio Grande nach Norden erkundete, um das bisher unbekannte Gebiet für das Vizekönigreich Neuspanien in Besitz zu nehmen. Die Spanier wurden angezogen von der Legende der sieben goldenen Städte von Cibola. Frühere Expeditionen, wie die von Francisco Vásquez de Coronado 1540–42 waren weiter westlich nach Norden gezogen. Am Oberlauf des Rio Grande stieß de Oñate auf die Pueblo-Indianer, welche als Ackerbauern in den Wüstenregionen lebten, indem sie ein hoch entwickeltes Bewässerungssystem anwendeten. De Oñate beanspruchte das Eigentum an Nuevo Mexico für Spanien, gründete mit Española die erste spanische Siedlung im Gebiet und versuchte, die Pueblo-Indianer zu unterwerfen und steuerpflichtig zu machen. 1610 wurde Santa Fe gegründet und wurde sofort die neue Hauptstadt Nuevo Mexicos. Die Kolonialisten errichteten Farmen und Klöster, Franziskaner-Patres tauften die Indianer nicht immer mit friedlichen Mitteln. Der Camino Real war die Lebensader der Kolonie, der Jornada del Muerto das schwierigste Teilstück des Weges. Im Jahr 1680 rebellierten die Pueblo-Völker im Pueblo-Aufstand gegen die Spanier. Die kleine Garnison der Weißen wurde in Santa Fe eingeschlossen und belagert. Rund 2000, der ursprünglich etwa 2800 Weißen konnten durchbrechen und über 300 km auf dem Camino Real und durch die Jornada nach Süden fliehen bis in die Gegend der heutigen mexikanisch-amerikanischen Grenze bei El Paso, Texas und Ciudad Juárez, Chihuahua, Mexiko.
1692 wagten die Spanier ein weiteres Mal die Reise in den Norden, sie errichteten ab 1698 die Herrschaft erneut. Allerdings erreichte die Kolonie nie wieder selbst die bescheidenen Ausmaße von vor dem Aufstand. Der Camino Real und die Route durch die Jornada hatten begrenzte Bedeutung für die Versorgung der nördlichsten Teile des Vizekönigreiches Neuspanien, die trotz aller Gerüchte von Gold- und Silberschätzen nie wirtschaftlich selbständig wurden.
Nach dem Pueblo-Aufstand vergrößerte sich auch der Einfluss der Apachen im Gebiet. Ihre sporadischen Überfälle galten seither als Gefahr auf der Jornada. 1821 wurde Mexiko unabhängig von Spanien. Für die unbesiedelte Region und den Handelsweg änderte sich nicht viel.
Im Mexikanisch-Amerikanischen Krieg von 1846/48 stieß die US Army unter Oberst Alexander W. Doniphan entlang dem Trail und der Jornada nach Süden vor und lieferte sich mit einer kleinen mexikanischen Einheit ein Gefecht am Rio Grande unmittelbar südlich der Jornada. Er schlug die Mexikaner und rückte weiter vor, siegte bei Chihuahua erneut und erreichte Parras rechtzeitig für die große Schlacht bei Buena Vista, in der die Mexikanische Armee von General Scott, der von Nordosten vorgestoßen war, entscheidend geschlagen wurde.
Infolge des Krieges musste Mexiko seine Nordprovinzen im Vertrag von Guadalupe Hidalgo an die Vereinigten Staaten abtreten. Die US Army errichtete 1854 Fort Craig am Nordende der Jornada und 1864 Fort Selden am Südende. Die Truppen unterdrückten auch die Aktivitäten der Apachen und verdrängten diese weitgehend auf das Gebiet westlich des Flusses in die San Mateo Mountains.
Im Sezessionskrieg stieß General Sibley der Confederate States Army im Rahmen des New-Mexico-Feldzugs über den Rio Grande und die Jornada von Süden in das zur Union gehörende New Mexico vor. Er konnte Fort Craig jedoch nicht erobern, das anschließend seine Nachschubwege bedrohte, und wurde in der Schlacht am Glorieta Pass im Norden New Mexicos gestoppt. Seine Versorgungsgüter gingen dabei verloren und er musste sich mit seinen Truppen nach Texas zurückziehen.
1881 baute die Atchison, Topeka and Santa Fe Railway eine Eisenbahnverbindung von Santa Fe bis El Paso, der Camino Real und die Jornada verloren schlagartig ihre Bedeutung. Im Rahmen des Eisenbahnbaus gab es auch Besiedelungsversuche der Jornada. Sie alle scheiterten am harschen Klima.
Die abgelegene Region erhielt erst im Zweiten Weltkrieg wieder eine Bedeutung, als ein Testgelände für die erste, in Los Alamos entwickelte Atombombe gesucht wurde. Das unbesiedelte Tal der Jornada wurde ausgewählt und am 16. Juli 1945 zündete am Trinity Site die erste Atombombe. Aus dem Testgelände ging die bis heute bestehende White Sands Missile Range hervor.

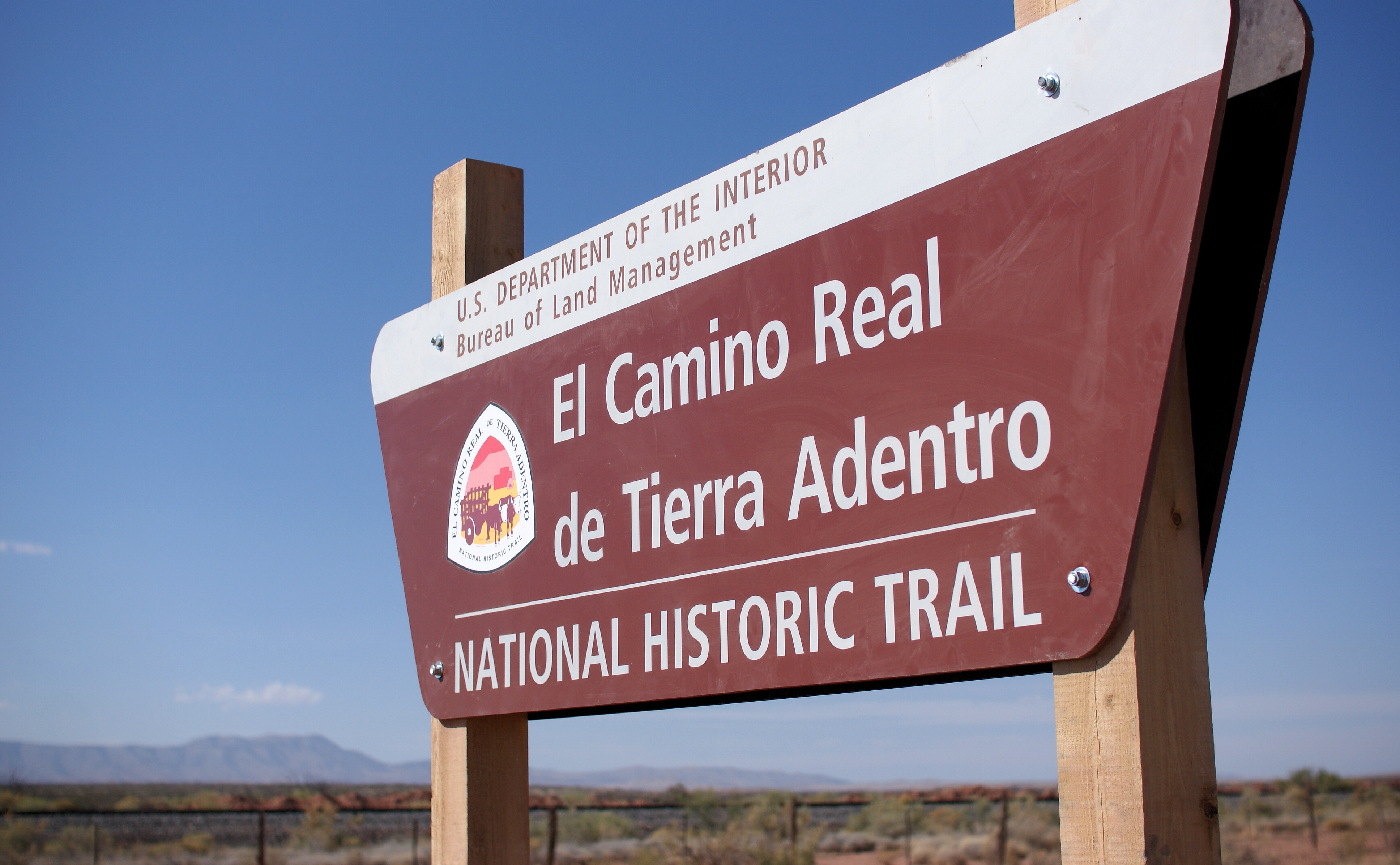
Schild des Camino Real de Tierra Adentro National Historic Trail bei Upham

Seit 2000 ist der US-amerikanische Teil des Camino Real als Camino Real de Tierra Adentro National Historic Trail Teil des National Trails System, zugehörige Orte sind einheitlich beschildert.

## Geographie
Die San Andres Mountains und der Osten des Tales gehören zur White Sands Missile Range, Trinity Site liegt innerhalb des Militärstützpunktes im Nordosten der Jornada. Jenseits der Berge liegt im östlich benachbarten Tularosa Basin das für das Testgelände namensgebende White Sands National Monument, eine Gipswüste.
Heute verläuft durch die Jornada, etwa auf dem ehemaligen Camino Real, die Bahnlinie der Atchison, Topeka and Santa Fe Railway und eine parallel geführte, nicht ausgebaute Straße. Im Zentrum des Tals wurde die Region um die Geisterstadt Upham als Standort für den Spaceport America ausgewählt. Am 17. Oktober 2011 wurde er als erster kommerzieller Weltraumhafen eröffnet.